# Philippinische Badmintonmeisterschaft 1986
Die Philippinische Badmintonmeisterschaft 1986 fand vom 25. bis zum 30. August 1986 im 	Camp Crame in Quezon City statt.

## Titelträger
| Disziplin    | Gold                       | Silber                                  |
| ------------ | -------------------------- | --------------------------------------- |
| Herreneinzel | Jessie Alonzo              | Renato Reyes                            |
| Dameneinzel  | Martha Millar              | Jessica Te                              |
| Herrendoppel | Jessie Alonzo Renato Reyes | Anthony Ave Salvador Banguiles          |
| Damendoppel  | Amparo Lim Martha Millar   | Nina Albantandem Elizabeth Selga        |
| Mixed        | Daniel So Irene Viola      | Salvador Banguiles Jeannette Villanueva |

## Juniorenmeisterschaft
| Disziplin    | Gold                             | Silber                        |
| ------------ | -------------------------------- | ----------------------------- |
| Herreneinzel | Ricardo Morales                  | Jacques Zialcita              |
| Dameneinzel  | Amparo Lim                       | Maritess Patugalan            |
| Herrendoppel | Ricardo Morales Jacques Zialcita | Richie Diaz Voltaire Enriquez |
| Damendoppel  | Marissa Mance Rechel Uy          | Roberta Puyat Buena Quilala   |
| Mixed        | Jacques Zialcita Buena Quilala   | Ronald Magnaye Marissa Salay  |